# Aubach (Lohr)
Der Aubach ist ein gut zweiundzwanzig Kilometer langer Fluss im bayerischen Spessart. Er entspringt in Wiesen im Landkreis Aschaffenburg und mündet bei Partenstein im Landkreis Main-Spessart von rechts und Westen in die Lohr.

## Name
Der ursprüngliche Name Wiesenbach geht auf die früheren Worte wise für Wiese und bach für Bach zurück. Der Name des Baches und des Ortes Wiesen haben den gleichen Ursprung. Der Bachname ging zum Teil auch auf den Ort Wiesthal über. Die heutige Form Aubach ist ein Synonym.

## Geographie

### Aubachquelle

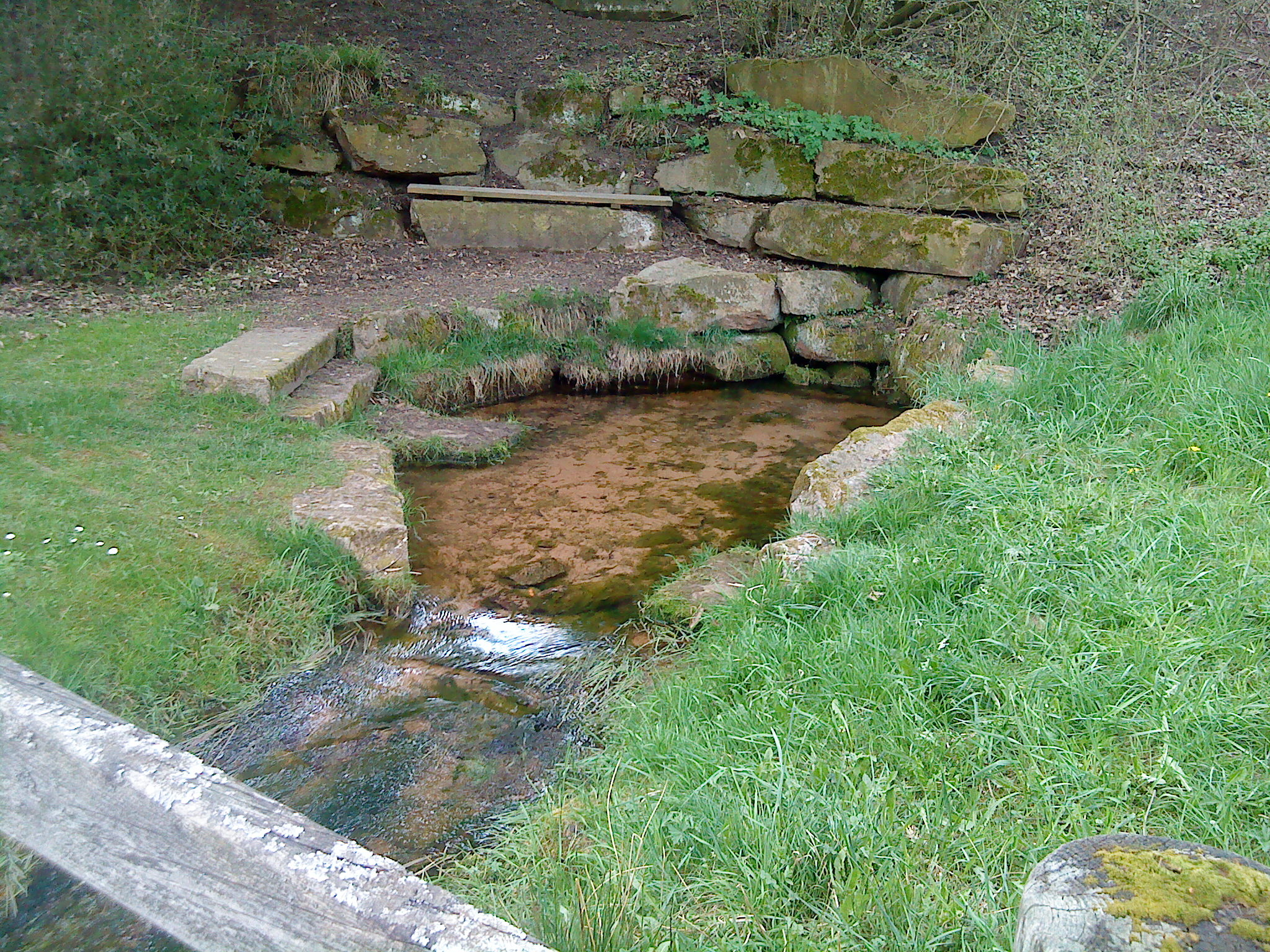
Die Aubachquelle in Wiesen

Der Aubach entspringt auf etwa 398 m ü. NHN in Wiesen in der in Sandstein gefassten Aubachquelle. Sie gehört zu den größten Quellen im Spessart. Nach wenigen Metern vereinigt sich der Aubach von rechts mit seinem zweiten, gut 2 km langen Quellbach, dem Wiesbüttgraben. Dieser entspringt dem auf 436 m liegenden Wiesbüttsee, einem Hochmoor im Spessart. In Karten ist dieser Wiesbüttgraben oft als Oberlauf des Aubaches eingezeichnet, er führt aber im Sommer oft wenig, manchmal auch gar kein Wasser, so dass dann das trockene Bachbett erst von der Aubachquelle in Wiesen mit Wasser gespeist wird. Entsprechend wird der Wiesbüttsee auch als obere Aubachquelle angesehen.

### Verlauf
Nach seiner Quelle durchfließt der Aubach das Dorf Wiesen, wo er früher eine Getreidemühle betrieb. Hinter dem Ort  unterquert er die Staatsstraße 2305 (Deutsche Ferienroute Alpen–Ostsee) und verläuft nach Südosten durch ein unberührtes Tal weiter, das zum Naturschutzgebiet Spessartwiesen gehört. Am Rande des Wiesener Forstes erreicht er die Grenze zum Landkreis Main-Spessart und fließt auf das Gebiet der Marktgemeinde Frammersbach.

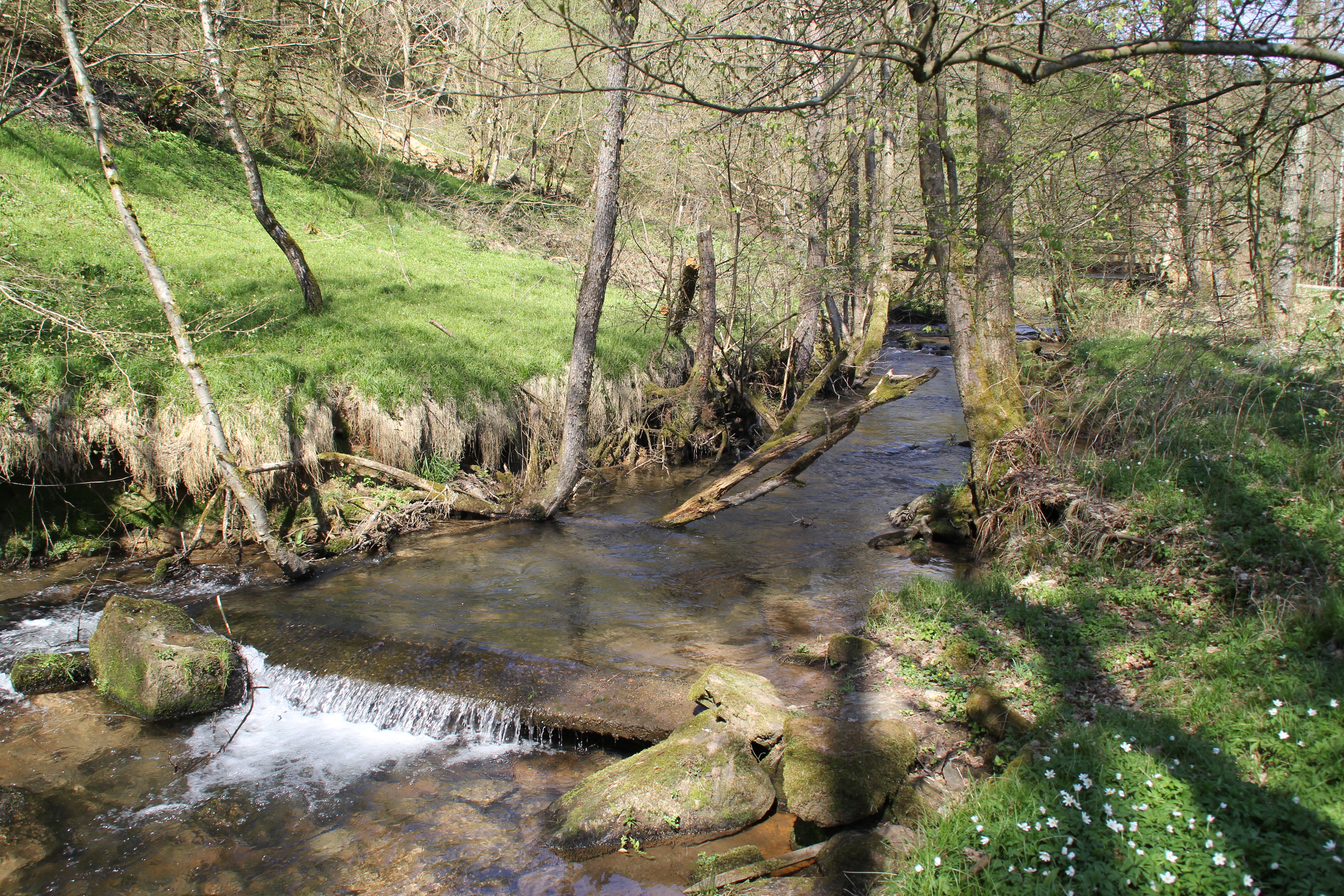
Der Aubach an den Aubachseen

Beim Ortsteil Habichsthal mündet dem Aubach an der ehemaligen Dorfmühle der Mühlgraben zu. Etwas unterhalb speist er die dort liegenden Aubachseen. Die linken Berghänge gehören zum gemeindefreien Gebiet Frammersbacher Forst, die auf der rechten Seite zum Heinrichsthaler Forst. An den Seen fließt der Aubach auf das Gemeindegebiet von Wiesthal ein.
Das Tal wird dort von der Kreisstraße MSP 21 begleitet und der Bach verläuft durch das Dorf Wiesthal. Unterhalb mündet ihm nach etwa 14 km aus dem Westen sein größter Zufluss zu, der aus Heinrichsthal kommende Lohrbach, und er läuft im Folgenden ungefähr in dessen Richtung weiter. Dabei wird er nach dem Ortsteil Krommenthal zweimal von Viadukten der Main-Spessart-Bahn überspannt. Die Bahnlinie und die Staatsstraße 2317 führen im weiteren Verlauf durch das Aubachtal. Auf beiden Seiten liegen die Berghänge im Partensteiner Forst.
In den ebenfalls zum Naturschutzgebiet Spessartwiesen gehörenden Langetalwiesen teilt sich der Bachlauf und der rechte Arm fließt durch einen angelegten offenen Natursteinkanal am Kahltal-Spessart-Radweg. In Partenstein unterhalb der Burg Bartenstein vereinigt sich dieser wieder mit dem linken und der Aubach mündet dann auf einer Höhe von 185 m ü. NHN von rechts und Westen in die Lohr.
In manchen älteren Karten ist der Aubach als ein linker Zufluss des Lohrbachs eingezeichnet.

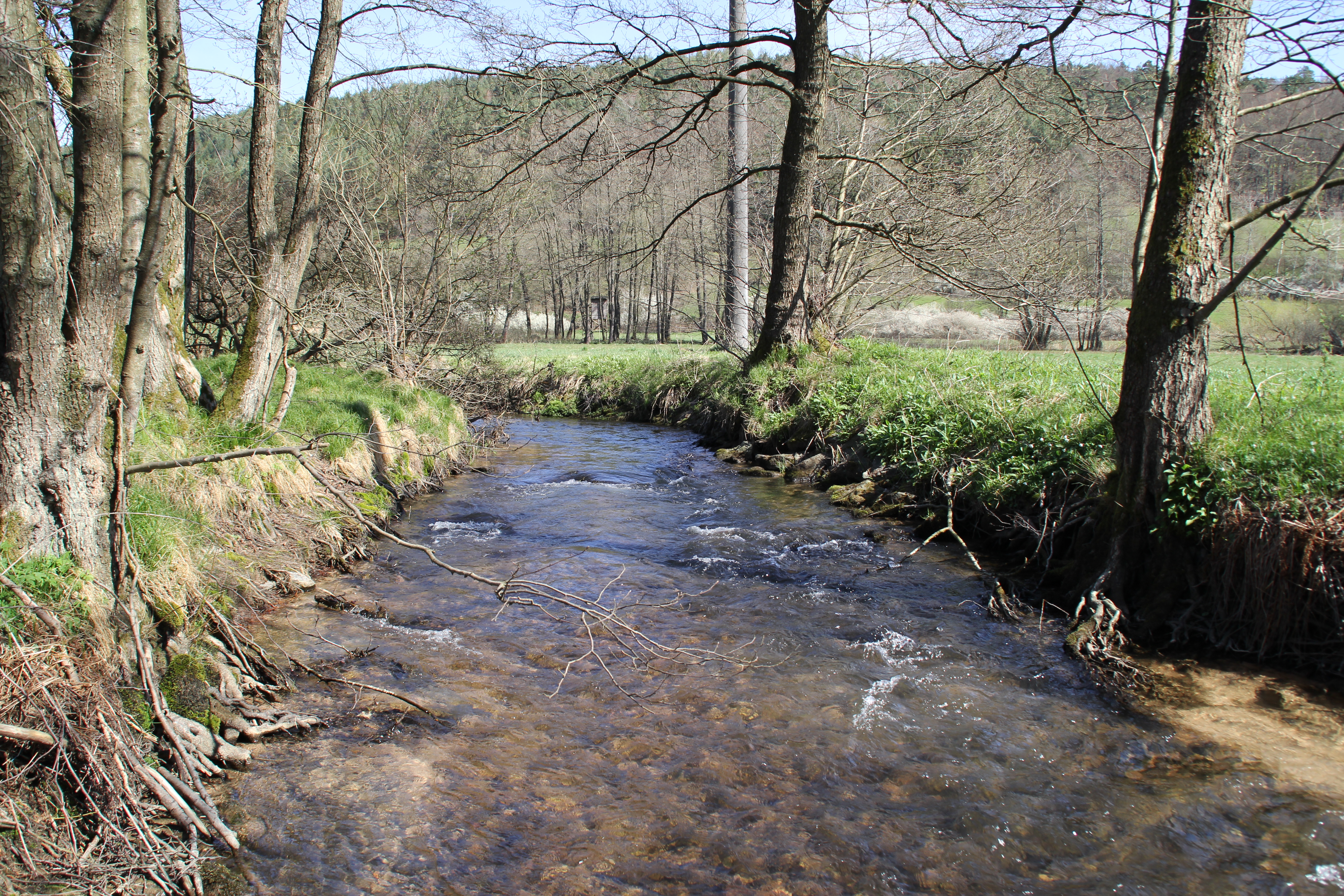
Der Aubach bei Wiesthal

### Zuflüsse
- Wiesbüttgraben[4] (linker Quellbach, zeitweilig trocken), 2,4 km, 6,1 km²
- Welzbach[5] (rechts, zeitweilig trocken), 0,4 km, 1,2 km²
- Birklerbach (rechts), 1,7 km, 7,4 km²
- Mühlgraben (rechts), 0,9 km, ca. 6 km²
- Röhrengrundgraben (rechts), 1,5 km, 2,4 km²
- Lohrbach (rechts), 11,3 km, 53,5 km²

### Flusssystem Lohr
- Fließgewässer im Flusssystem Lohr

### Aubachseen

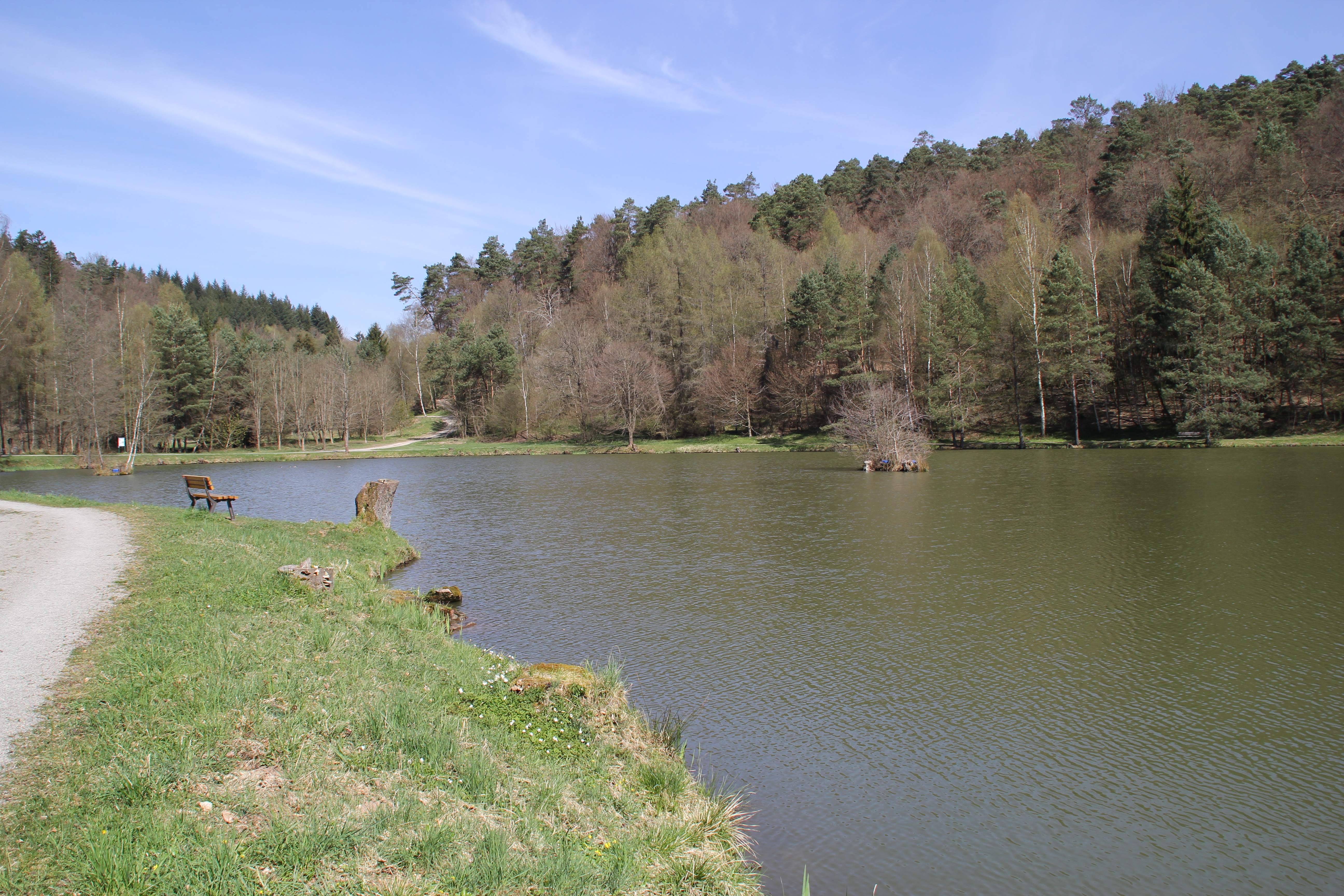
Der obere Aubachsee

Die Aubachseen liegen im Aubachtal zwischen den Orten Habichsthal und Wiesthal. Es sind drei kleine Seen am linken Ufer des Aubaches, der sie auch speist. Der obere und mittlere See befindet sich auf der Gemarkung von Frammersbach, der untere gehört zu Wiesthal. Im Gewässer kommen Zander, Forellen, Schleien, Karpfen, Aale, Hechte und Weißfische vor. Die Seen haben eine Fläche von 13 ha, fassen rund 56000 m³ Wasser und sind vom Angelverein Frammersbach gepachtet. Die dort liegende Fischerhütte ist bewirtschaftet.
Zwischen 1972 und 1978 wurden die drei Seen vom Unternehmer Emil Kirsch angelegt. Ein Gedenkstein am oberen See erinnert an ihn. Er kaufte und tauschte in einem Wiesengebiet 144 Flurgrundstücke und musste auch den Aubach verlegen. Die Rohbauarbeiten waren innerhalb eines halben Jahres abgeschlossen. Kirsch war sich nicht sicher, ob die ausgehobene Fläche das Wasser halten würde oder es versickert.

## Mühlen
- Mühle in Wiesen
- Mühle unterhalb von Wiesen
- Fleckensteinsmühle
- Ruhmühle (Mühlhansenmühle)
- Kleine Mühle
- Schlagmühle
- Altmühle
- Neumühle